# Upełnomocnienie
Upełnomocnienie (ang. empowerment) – metoda działania w pracy socjalnej.
Głównym celem upełnomocnienia jest społeczne umocnienie i przywrócenie jak najbardziej pełnej partycypacji jednostek, czy też grup (społeczności), które wcześniej, na skutek różnorakich procesów historycznych, społecznych i biograficznych zostały poddane marginalizacji, zaniedbaniu albo wręcz wykluczeniu społecznemu. W takim ujęciu upełnomocnienie jest strategią przywracania, a nawet budowania integracji społecznej.
Metoda bywa traktowana jako refleksyjna praktyka lub wręcz koncepcja krytyczna i postrzegana jest niekiedy jako dążąca do zmiany układu sił w społeczeństwie. Przedmiotem jej działania są niezupełnie poszkodowane jednostki, ale bardziej system społeczny ukształtowany przez elity władzy. Empowerment ma odwracać niektóre negatywne wartościowania dotyczące słabych grup społecznych podtrzymywane przez grupy silne i uprzywilejowane. 
Upełnomocnienie może mieć wymiar indywidualny i strukturalny, przy czym dominujące jest to pierwsze podejście. W wymiarze indywidualnym nakierowane jest na zwiększenie kompetencji jednostki, jej wiary w siebie, umiejętności i zdolności oraz samooceny. W znaczeniu strukturalnym odnosi się do relacji społecznych, barier i wpływów, które mają wpływ na ograniczenie partycypacji jednostek i grup w określonych społecznościach.
W Polsce popularyzatorem metody był prof. Jerzy Szmagalski, który implementował rozwiązania amerykańskie (lata 90. XX wieku). Do życia powołano też periodyk Empowerment.